# Museo Ducati
Il Museo Ducati è un museo tecnologico situato a Bologna nei pressi dell'azienda Ducati.
L'esposizione raccoglie numerosi modelli delle motociclette prodotte dalla Ducati, oltre a memorabilia di corsa. Dopo essere stato presentato il 12 giugno 1998 durante la prima edizione della World Ducati Week, il museo è stato inaugurato ed aperto al pubblico il successivo 16 ottobre 1998.
La collezione di documenti tecnici contenuta nel museo è stata selezionata dal Ministero dei beni culturali per essere inclusa nell'Archivio centrale dello Stato.

## Esposizione
La storia delle motociclette Ducati è raccontata in un'esposizione permanente allestita in sette sale:
1. Il Cucciolo, Il Capostipite
2. La famiglia Marianna e Ducati Siluro (vincitore di 46 record mondiali)
3. Motori Ducati con distribuzione a coppie coniche
4. I Monocilindrici e Bicilindrici Paralleli Trialberi
5. La famiglia Pantah
6. La Ducati ed il campionato del Mondo Superbike
7. La Desmosedici e il ritorno al MotoGP

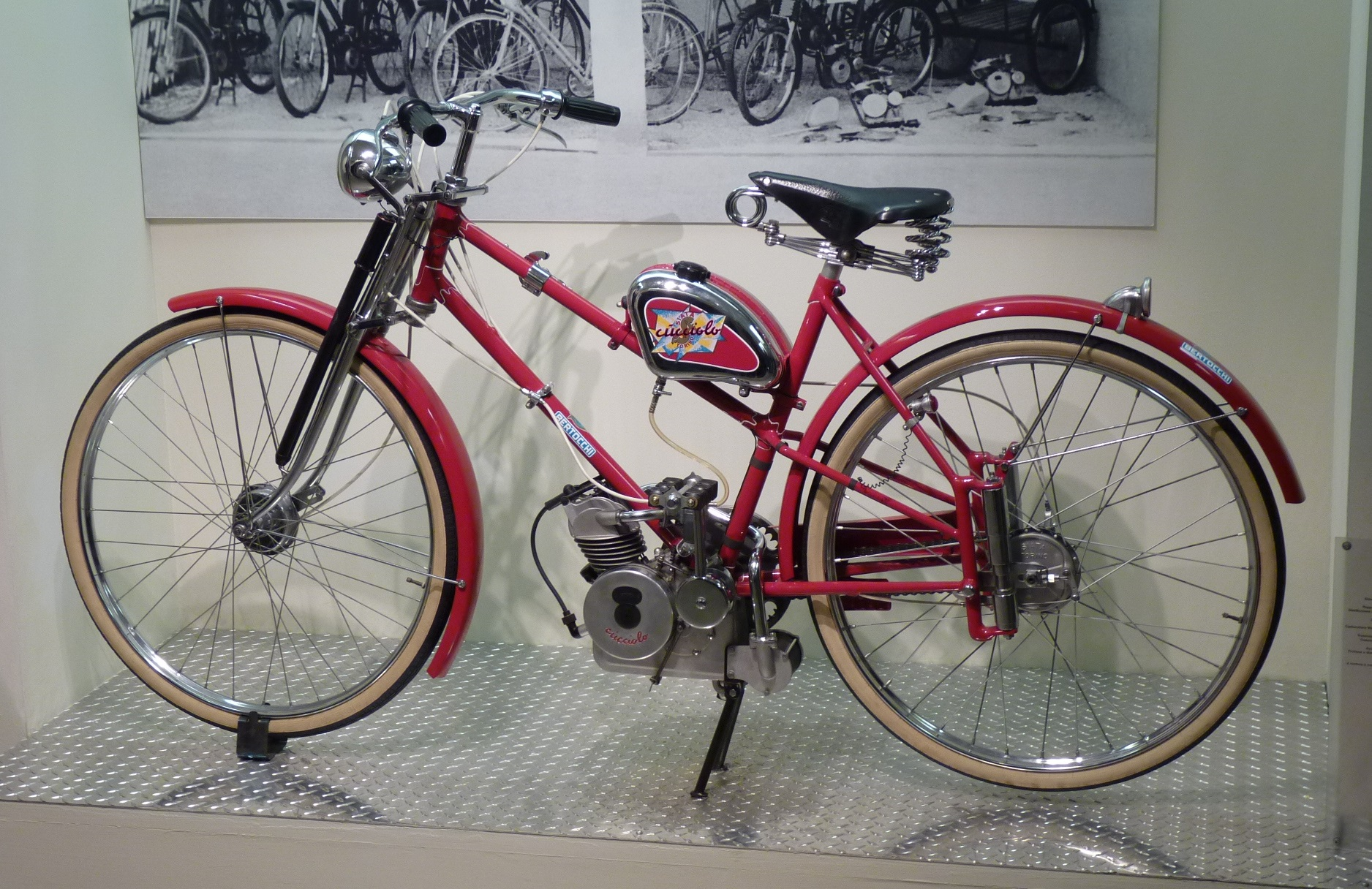
Ducati Cucciolo 50
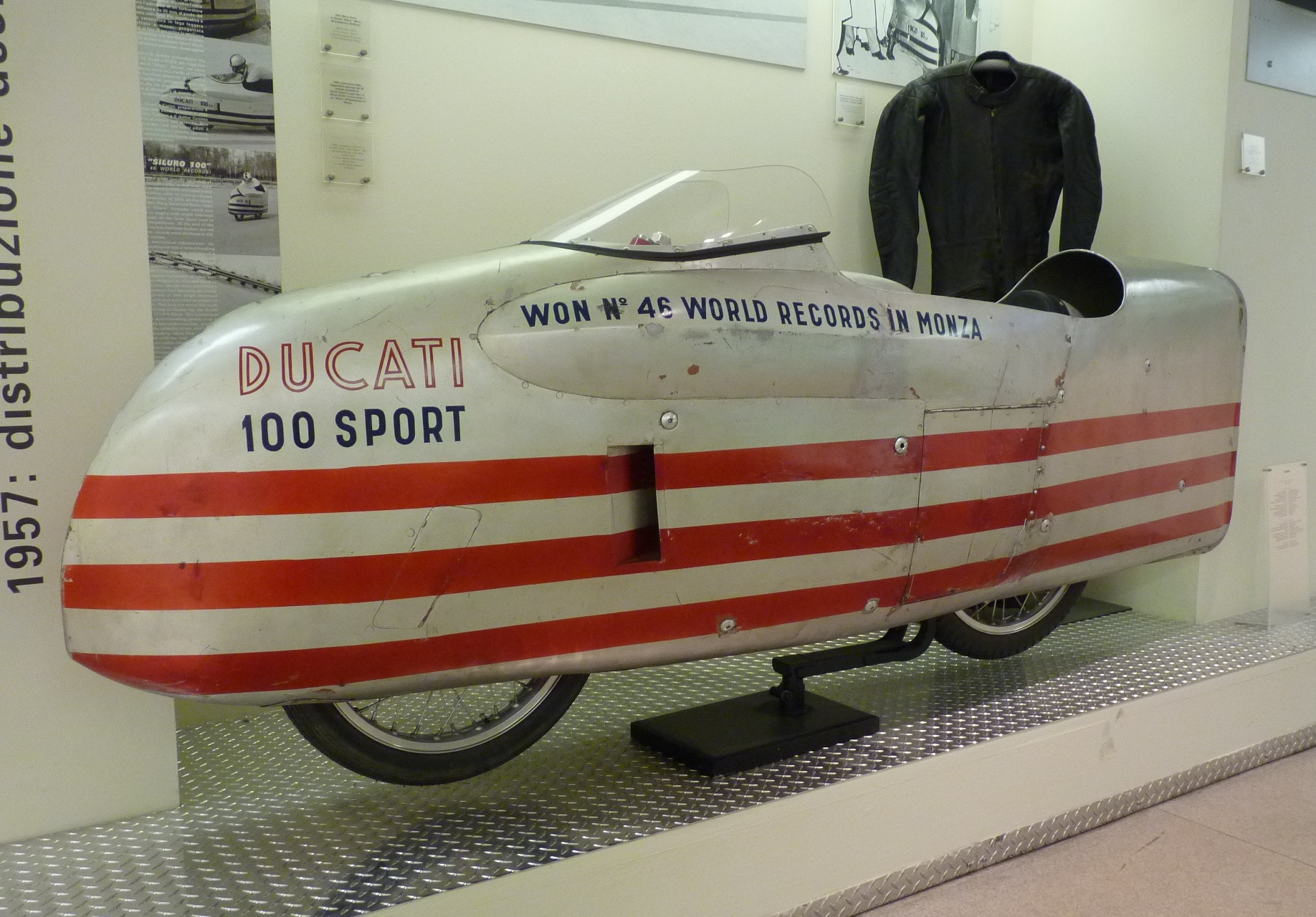
Ducati Siluro
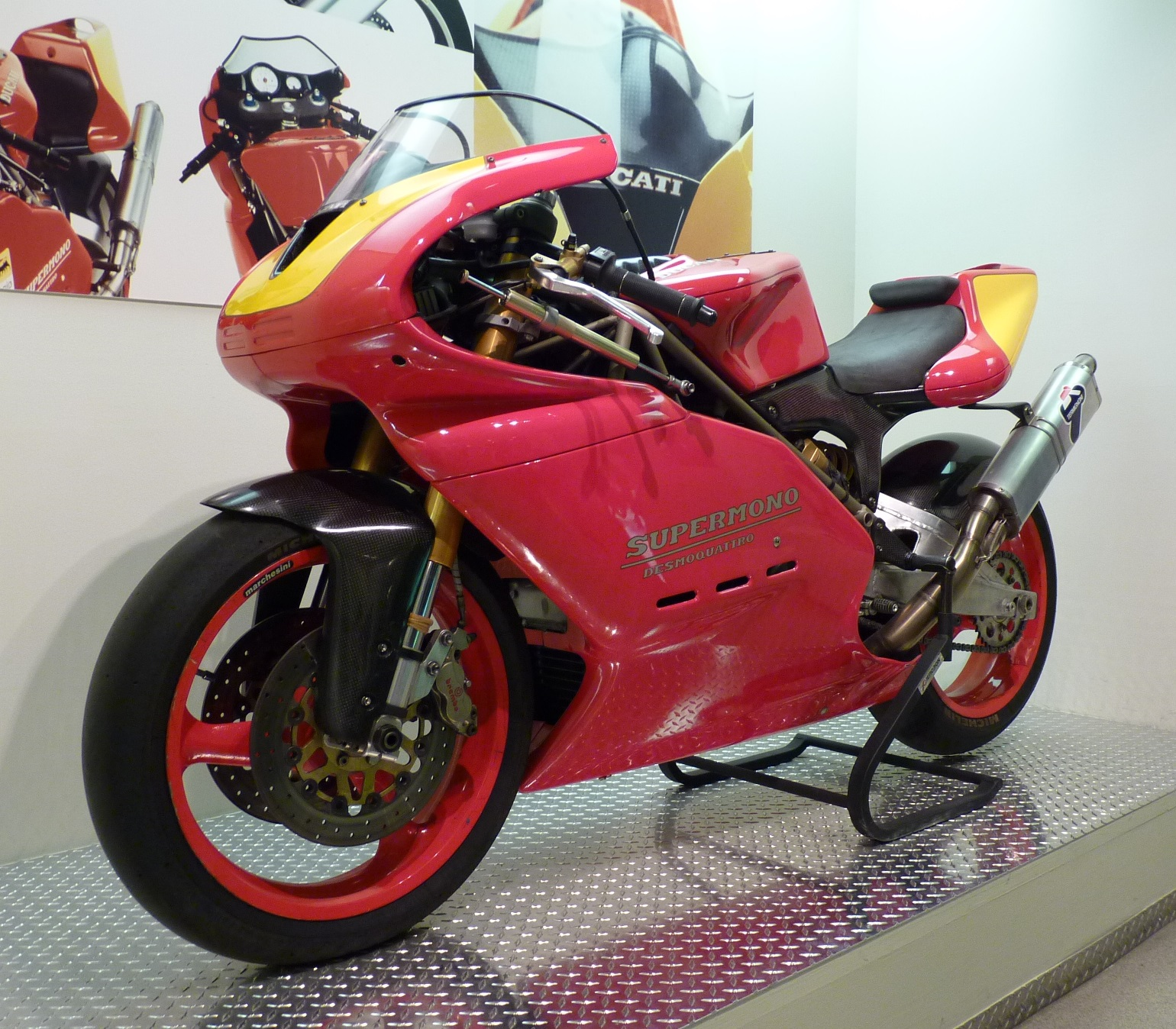
Ducati Supermono
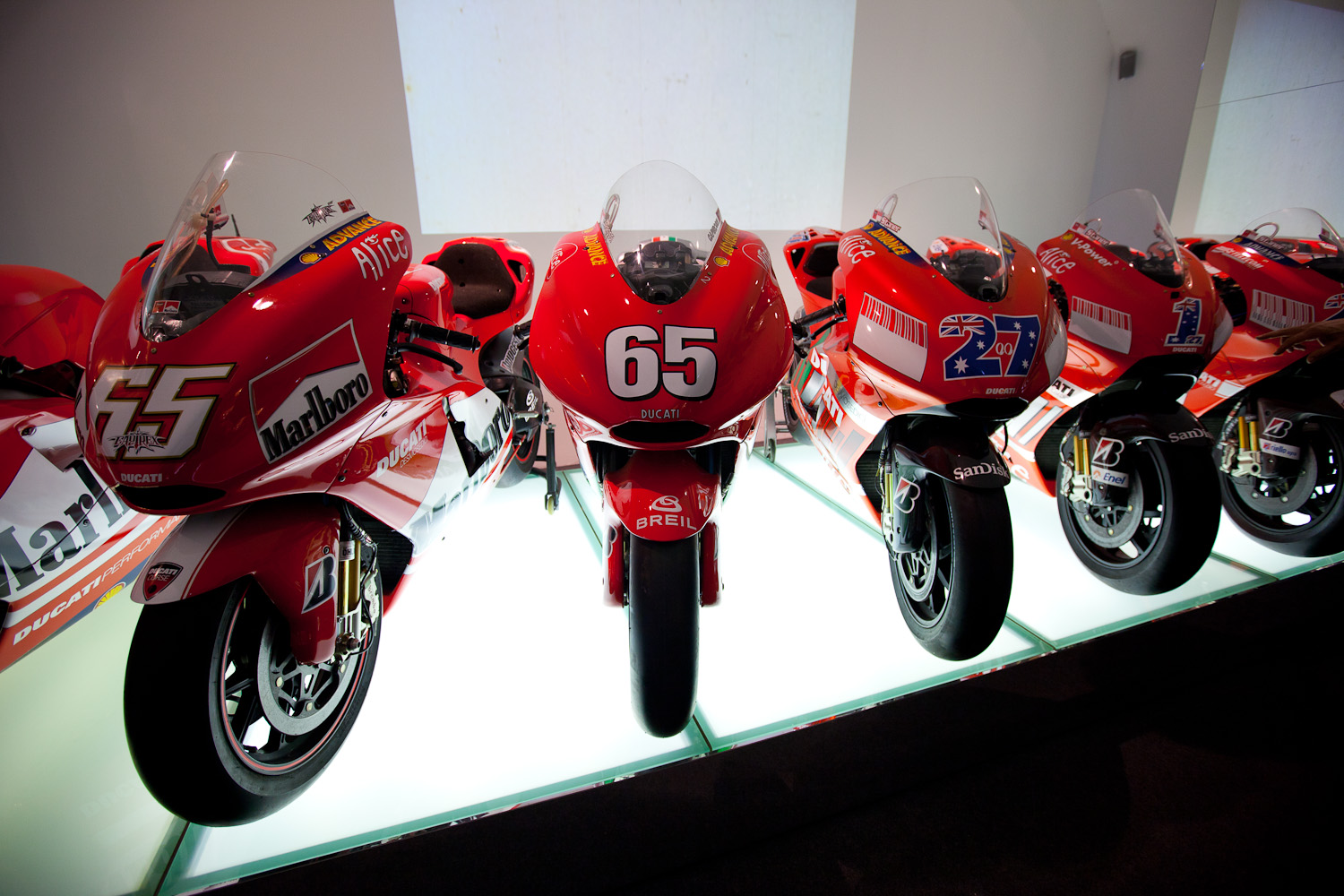
Diverse versioni della Ducati Desmosedici
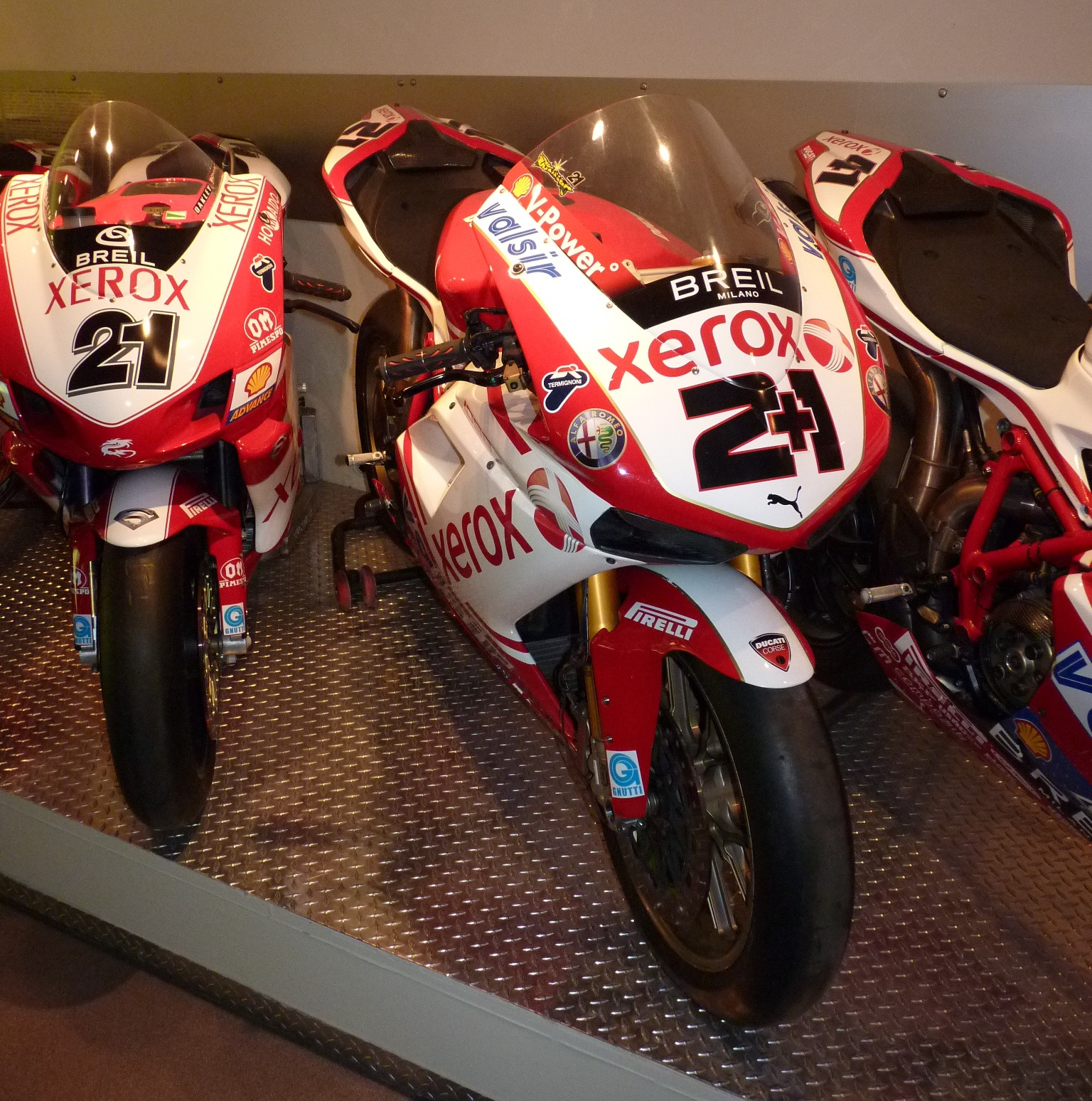
Le Ducati 999 e 1098R08
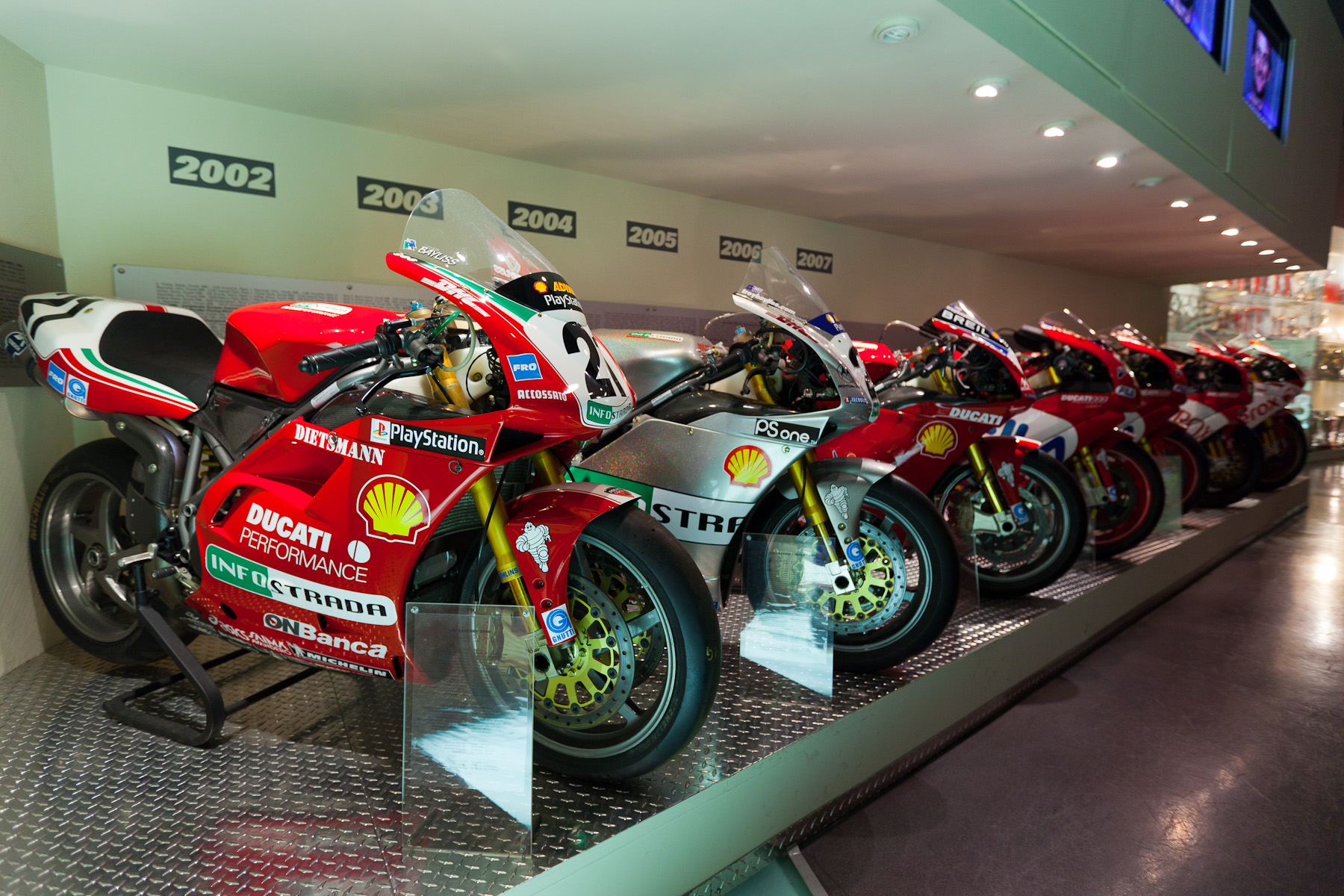
Le Ducati che corsero nel mondiale Superbike